# Henri Bernier
Pour l’article homonyme, voir Bernier.
Henri Bernier (6 juillet 1821-9 novembre 1893) fut un fabricant, homme d'affaires et homme politique fédéral du Québec.

## Biographie
Né à Saint-Louis-de-Lotbinière dans le Bas-Canada, M. Bernier étudia dans son village natal. Il devint l'un des principaux partenaires de la Compagnie H. Bernier qui opérait une fonderie et qui produisait des fournitures agricoles. Il fut ensuite président de la Deschambault and Lotbinière Steamboar Company.
Élu député du Parti libéral du Canada dans la circonscription fédérale de Lotbinière en 1874, il ne se représenta pas en 1878.
Il décède dans la même ville en 1893 à l'âge de 72 ans.